# Мемориальный госпиталь округа Питт
Мемориальный госпиталь округа Питт — главный обучающий госпиталь в Университетской системе здравоохранения Восточной Каролины, расположен в Гринвилле (Северная Каролина). Аффилиирован с Медицинской школой Броди Восточно-Каролинского университета.

## История
Госпиталь был открыт в 1951 году. Назван Мемориальный в память о погибших в Первой и Второй мировых войнах.